# Direcik, Yenipazar
Direcik là một xã thuộc huyện Yenipazar, tỉnh Aydın, Thổ Nhĩ Kỳ. Dân số thời điểm năm 2010 là 454 người.